# Tibetaanse kanarie
De Tibetaanse kanarie (Spinus thibetanus; synoniem: Serinus thibetanus) is een zangvogel uit de familie Fringillidae (vinkachtigen).

## Verspreiding en leefgebied
Deze soort komt voor van Nepal tot zuidwestelijk China en noordelijk Myanmar.